# Liste der Kulturgüter in Ramsen
Die Liste der Kulturgüter in Ramsen enthält alle Objekte in der Gemeinde Ramsen im Kanton Schaffhausen, die gemäss der Haager Konvention zum Schutz von Kulturgut bei bewaffneten Konflikten, dem Bundesgesetz vom 20. Juni 2014 über den Schutz der Kulturgüter bei bewaffneten Konflikten sowie der Verordnung vom 29. Oktober 2014 über den Schutz der Kulturgüter bei bewaffneten Konflikten unter Schutz stehen.
Objekte der Kategorien A und B sind vollständig in der Liste enthalten, Objekte der Kategorie C fehlen zurzeit (Stand: 1. Januar 2023).

## Kulturgüter
| Foto |                                                                                      | Objekt                                                               | Kat. | Typ | Standort                              | Beschreibung |
| ---- | ------------------------------------------------------------------------------------ | -------------------------------------------------------------------- | ---- | --- | ------------------------------------- | ------------ |
| ja   | Datei hochladen · Wikidata zu Bibermühle (Ramsen) (Q856206)                          | Bibernhofgut (Bibermühle, Stallungen und Wohnhaus) KGS-Nr.: 04363    | A    | G   | Bibermühle 702549 / 281913            |              |
| BW   | Datei hochladen · Wikidata zu Doppelhof Unterdorf Nr. 130 (Haus «Plüss«) (Q29787394) | Doppelhof Unterdorf Nr. 130 (Haus Plüss) KGS-Nr.: 04364              | B    | G   | Unterdorf 122 702915 / 284885         |              |
| ja   | Datei hochladen · Wikidata zu Katholische Kirche St. Peter und Paul (Q1736365)       | Katholische Kirche St. Peter und Paul (um 1800, 1929) KGS-Nr.: 04366 | B    | G   | Pfarrhofweg 241b.2 702920 / 285070    |              |
| BW   | Datei hochladen · Wikidata zu Wiesholz, sog. Schloss (Q29787407)                     | Wiesholz (sog. Schloss) KGS-Nr.: 04367                               | B    | G   | Wiesholz 30 704883 / 285153           |              |
| BW   | Datei hochladen                                                                      | Lankertsbrüggli, frühmittelalterliches Gräberfeld KGS-Nr.: 06788     | B    | F   | 703050 / 285800                       |              |
| BW   | Datei hochladen                                                                      | Buecher Schüppel, eisenzeitliche Grabhügel KGS-Nr.: 06991            | B    | F   | 702130 / 287130                       |              |
| ja   | Datei hochladen · Wikidata zu Hotel zur Krone (Q29787411)                            | Zur Krone KGS-Nr.: 14258                                             | B    | G   | Hauptstrasse 139 702898 / 284987      |              |
| ja   | Datei hochladen · Wikidata zu Doppelwohnhofzeile mit Oekonomie (Q29787396)           | Doppelwohnhofzeile mit Ökonomie KGS-Nr.: 14259                       | B    | G   | Unterdorf 110, 110.1 702966 / 284880  |              |
| BW   | Datei hochladen                                                                      | Krebsergut KGS-Nr.: 14260                                            | B    | G   | Brunnengasse 136 702851 / 284983      |              |
| ja   | Datei hochladen · Wikidata zu Bauernhaus (Q29787390)                                 | Bauernhaus KGS-Nr.: 14261                                            | B    | G   | Hauptstrasse 119, 120 702974 / 284953 |              |
| BW   | Datei hochladen                                                                      | Bauernhaus KGS-Nr.: 14263                                            | B    | G   | Unterdorf 122 702915 / 284885         |              |
| BW   | Datei hochladen                                                                      | Wohnhaus KGS-Nr.: 14264                                              | B    | G   | Brunnengasse 135 702819 / 284977      |              |
| BW   | Datei hochladen                                                                      | Ökonomie KGS-Nr.: 14265                                              | B    | G   | Brunnengasse 137 702873 / 284993      |              |
| ja   | Datei hochladen · Wikidata zu Wohnhaus (Q29787409)                                   | Wohnhaus KGS-Nr.: 14266                                              | B    | G   | Brunnengasse 160 702884 / 285024      |              |
| ja   | Datei hochladen · Wikidata zu Bauernhaus (Q29787392)                                 | Bauernhaus KGS-Nr.: 14267                                            | B    | G   | Fortenbach 203 702883 / 285145        |              |
| ja   | Datei hochladen · Wikidata zu Bauernhaus (Q29787389)                                 | Bauernhaus KGS-Nr.: 14268                                            | B    | G   | Fortenbach 204 702881 / 285165        |              |
| BW   | Datei hochladen                                                                      | Bauernhaus KGS-Nr.: 14269                                            | B    | G   | Fortenbach 205 702880 / 284180        |              |
| ja   | Datei hochladen · Wikidata zu Katholisches Pfarrhaus (Q29787401)                     | Katholisches Pfarrhaus KGS-Nr.: 14270                                | B    | G   | Pfarrhofweg 241b 702964 / 285068      |              |
| ja   | Datei hochladen · Wikidata zu Gemeindehaus (Q29787398)                               | Gemeindehaus KGS-Nr.: 14271                                          | B    | G   | Hauptstrasse 259 702931 / 284978      |              |
| BW   | Datei hochladen                                                                      | Freihof KGS-Nr.: 14272                                               | B    | G   | Hauptstrasse 272 703117 / 284930      |              |
| ja   | Datei hochladen · Wikidata zu Reformierte Kirche (Q29787405)                         | Reformierte Kirche KGS-Nr.: 14273                                    | B    | G   | Bahnhofstrasse 274.1 703159 / 284941  |              |
| BW   | Datei hochladen                                                                      | Katholische Marienwallfahrtskapelle KGS-Nr.: 14274                   | B    | G   | Wiesholz 35.2 704848 / 285269         |              |